# Дряннов, Александр Павлович
Дрянно́в Алекса́ндр Па́влович (род. 1 августа 1952 года, Химки, Московская область) — российский государственный деятель. Глава городского округа Химки Московской области (в 2014-2016 годах), председатель Совета депутатов города Химки (в 2014-2021 годах).

## Биография
А. П. Дряннов родился 1 августа 1952 года в Химках Московской области. Там же окончил среднюю школу №3.
После окончания Московского авиационного института по специальности «инженер электро-механик по системам управления летательных аппаратов», в 1975 году, Дряннов был направлен на работу в НПО имени С. А. Лавочкина в Химки, на котором проработал 30 лет, пройдя путь от простого рабочего до одного из руководителей предприятия.
В 2003 году стал членом-корреспондентом Российской академии космонавтики имени К.Э. Циолковского, а также генеральным директором Научно-производственного предприятия «ИНКОС».
С 2001 года А.П. Дряннов избирался в состав Совета Депутатов города Химки трех созывов. В последних двух созывах исполнял обязанности заместителя председателя Совета. В 2006 году вступил в ряды политической партии «Единая Россия», ныне – член политсовета её Химкинского отделения.
14 ноября 2014 года, после отставки бывшего Главы городского округа Химки О.Ф. Шахова, по рекомендации губернатора Московской области А.Ю. Воробьёва, Дряннов был назначен на его пост.

## Награды
- Почётная грамота Губернатора Московской области;
- Почётная грамота Правительства Московской области;
- Знак Московской областной Думы «За содействие закону».

## Семья
Женат. Имеет двух детей: сына и дочь; шесть внуков и двух внучек.